# Melilotus
Melilotus  és un gènere de plantes amb flors de la família de les fabàcies. Els seus membres són plantes cultivades o bé males herbes dels camps cultivats. Són espècies originàries d'Europa i Àsia, i actualment s'han estès per tot el món.

## Usos
Els Melilotus són aliment de diverses larves de lepidòpters, com les del gènere Coleophora.
Es fan servir sovint com a adob verd perquè, colgant-les, les plantes retornin al sòl el nitrogen que han fixat els microorganismes simbiòtics de les seves arrels. Precisament, una de les espècies de Rhizobium s'anomena Rhizobium meliloti.

## Anticoagulant
Aquest llegum és comunament conegut per la seva olor dolça, causada per la presència de cumarina als seus teixits. La cumarina, tot i que és responsable de l'olor dolça del fenc i de l'herba acabada de segar, té un sabor amarg, i, com a tal, possiblement actua com un mitjà de la planta per desincentivar el consum dels animals. Els fongs (incloent-hi Penicillium, Aspergillus, Fusarium, i Mucor) poden convertir la cumarina en dicumarol, un tòxic anticoagulant. En conseqüència, el dicumarol es pot trobar en el melilot en descomposició, i va ser la causa de l'anomenada malaltia melilot, descrita per Frank Schofield en el bestiar en la dècada de 1920 i estudiada, en la dècada de 1940, per Karl Paul Link i el seu equip, que van descobrir la warfarina. Algunes varietats del melilot (trèvol dolç) s'han desenvolupat amb baix contingut de cumarina i són més segurs per al farratge i l'ensitjat

## Taxonomia
Als Països Catalans són espècies autòctones les següents:Melilotus altissima, M. neapolitana, M. indica, M. italica, M. alba, M. sicula, M. infesta, M. sulcata, M. segetallis, M. elegans i M. officinalis.
- Melilotus albus
- Melilotus altissimus
- Melilotus dentatus
- Melilotus elegans
- Melilotus hirsutus
- Melilotus indicus
- Melilotus infestus
- Melilotus italicus
- Melilotus macrocarpus
- Melilotus messanensis
- Melilotus neapolitanus
- Melilotus officinalis
- Melilotus polonicus
- Melilotus segetalis
- Melilotus serratifolius
- Melilotus speciosus
- Melilotus suaveolens
- Melilotus sulcatus
- Melilotus tauricus
- Melilotus wolgicus